# 國立苗栗高級農工職業學校
國立苗栗高級農工職業學校，簡稱苗栗農工、苗農，位於苗栗縣苗栗市，為農業技術型高級中等學校。

## 沿革
前身為日治時代新竹州立新竹農業學校:24。1946年，與「苗栗實踐農業學校」合併改制為臺灣省立苗栗農業職業學校。1967年，增設高級部工科改制為臺灣省立苗栗農工職業學校。1969年，初級部結束，改校名為臺灣省立苗栗高級農工職業學校 。2000年2月1日，改隸為國立苗栗高級農工職業學校。

## 歷任校長
- 1945年6月-1946年6月：林元朗
- 1946年6月-1977年1月：陳克英
- 1977年2月-1985年2月：許健夫
- 1985年2月-1993年2月：梁大則
- 1993年2月-2001年2月：杜水木
- 2001年2月-2006年7月：王正雄
- 2006年7月-2010年8月：彭禎祥
- 2010年8月-2013年7月：金石開
- 2013年7月-2017年7月：陳進通
- 2017年7月-2024年7月：謝世宗
- 2024年8月-至今：張世波

## 姊妹校
- 全羅南道寶城郡：茶香高等學校（朝鲜语：다향고등학교）
- 日本山形縣：山形縣庄內農業高等學校（日语：山形県立庄内農業高等学校）

## 外部連結
- 國立苗栗高級農工職業學校
- 日治時期臺灣桃竹苗地區的客家教育 (1895-1945) （页面存档备份，存于）